# زوسیما شاشکوف (کشتی)
زوسیما شاشکوف (کشتی) (به انگلیسی: Zosima Shashkov (ship)) یک کشتی است که طول آن ۱۲۹٫۱ متر (۴۲۴ فوت) است. این کشتی  در سال ۱۹۸۶ ساخته شد.